# Трейнор, Меган
Меган Элизабет Трейнор (англ. Meghan Elizabeth Trainor, род. 22 декабря 1993) — американская певица, автор песен и музыкальный продюсер, обладательница премии «Грэмми».

## Биография и карьера
Родилась на острове Нантакет, штат Массачусетс, в семье Гарри и Келли Трейнор. В 11-летнем возрасте начала писать свои первые песни. В 17 лет Трейнор победила на песенном конкурсе в Теннесси со своей собственной песней «You’re Good With Me». В 18 лет она подписала контракт с агентством как автор песен, после чего поселилась в Нэшвилле, где самостоятельно выпустила два альбома I’ll Sing With You и Only 17.
В 2014 году она заключила контракт со звукозаписывающей студией Epic Records, где летом того же года выпустила свой первый сингл «All About That Bass», занявший вскоре первое место в американском Billboard Hot 100 и первые места в чартах ряда других стран. В сентябре 2014 года вышел её мини-альбом Title (EP), содержащий ещё три новые песни. 21 октября 2014 года Трейнор выпустила свой второй сингл «Lips Are Movin», который был включен в её второй студийный альбом Title, выход которого был запланирован на 13 января 2015 года.
В 2014 году Трейнор была выдвинута на премию American Music Award в номинации «Новый артист года», вручение которой состоялось 23 ноября 2014 года, а также на премию People’s Choice Awards в номинации «Открытие года», которая была вручена 7 января 2015 года.
В 2016 получила «Грэмми» как лучший начинающий артист 2015 года. 13 мая 2016 года певица выпустила свой второй студийный альбом Thank You.
Трейнор анонсировала выпуск своего третьего студийного альбома «Treat Myself» на 31 августа 2018 года вместе с открытием предзаказа, но позже перенесла дату на 31 января 2019 года. Позднее альбом был удалён со всех цифровых площадок. 6 ноября 2019 года Меган сообщила, что финальная дата релиза её третьего студийного альбома назначена на 31 января 2020 года.

## Личная жизнь
22 декабря 2018 года Трейнор вышла замуж за актёра Дэрила Сабара, с которым она встречалась два года до их свадьбы. 8 февраля 2021 года у супругов родился сын, которого назвали Райли. 30 января 2023 года Трейнор объявила, что они с Сабарой ждут второго ребёнка. 1 июля 2023 года певица родила второго сына.

## Дискография

### Альбомы
Студийные альбомы
- Title (2015)
- Thank You (2016)
- Treat Myself (2020)
- A Very Trainor Christmas (2020)
- Takin' It Back (2022)

Независимые альбомы
- Meghan Trainor (2009)
- I’ll Sing with You (2011)
- Only 17 (2011)

Мини-альбомы
- Title (2014)
- Spotify Sessions (2015)
- The Love Train (2019)

### Синглы
Как основной исполнитель
- 2014: «All About That Bass»
- 2014: «Lips Are Movin»
- 2015: «Dear Future Husband»
- 2015: «Like I’m Gonna Lose You» (при участии John Legend)
- 2016: «No»
- 2016: «Me Too»
- 2016: «Better» (при участии Yo Gotti)
- 2017: «I’m a Lady»
- 2018: «No Excuses»
- 2019: «With you»
- 2019: «Wave» (при участии Mike Sabath)

Как дополнительный исполнитель
- 2015: «Marvin Gaye» (Charlie Puth при участии Meghan Trainor)
- 2015: «Boys Like You» (Who Is Fancy при участии Meghan Trainor и Ariana Grande)
- 2016: «Hands»

Промосинглы
- 2010: «Take Care of Our Soldiers»
- 2012: «Who I Wanna Be»
- 2015: «Better When I’m Dancin'»
- 2016: «Watch Me Do»
- 2016: «I Love Me» (совместно с LunchMoney Lewis)
- 2016: «Mom» (при участии Kelli Trainor)

## Награды и номинации
| Год  | Награда                              | Категория                                     | Результат |
| ---- | ------------------------------------ | --------------------------------------------- | --------- |
| 2014 | American Music Awards                | Новичок года                                  | Номинация |
| 2014 | VevoCertified Awards                 | 100,000,000 просмотров                        | Победа    |
| 2015 | People's Choice Awards               | Открытие года                                 | Номинация |
| 2015 | Europe Music Awards 2014             | Лучшая женская исполнительница                | Номинация |
| 2015 | «Грэмми»                             | Запись года                                   | Номинация |
| 2015 | «Грэмми»                             | Песня года                                    | Номинация |
| 2015 | Nickelodeon Kids' Choice Awards 2015 | Песня года                                    | Номинация |
| 2015 | Nickelodeon Kids' Choice Awards 2015 | Новый исполнитель                             | Номинация |
| 2015 | iHeartRadio Music Awards             | Песня года                                    | Номинация |
| 2015 | iHeartRadio Music Awards             | Лучший исполнитель                            | Номинация |
| 2015 | iHeartRadio Music Awards             | Renegade Award                                | Номинация |
| 2015 | Billboard Music Awards               | Top New Artist                                | Номинация |
| 2015 | Billboard Music Awards               | Top Female Artist                             | Номинация |
| 2015 | Billboard Music Awards               | Top Hot 100 Artist                            | Номинация |
| 2015 | Billboard Music Awards               | Top Hot 100 Song                              | Победа    |
| 2015 | Billboard Music Awards               | Top Digital Songs Artist                      | Победа    |
| 2015 | Billboard Music Awards               | Top Digital Song                              | Номинация |
| 2015 | Billboard Music Awards               | Top Streaming Artist                          | Номинация |
| 2015 | Billboard Music Awards               | Top Streaming Song (Video)                    | Номинация |
| 2015 | Billboard Music Awards               | Billboard Chart Achievement Award (Fan-voted) | Номинация |
| 2016 | Грэмми                               | Открытие года                                 | Победа    |

## Концертные туры
- That Bass Tour (2015)
- The MTrain Tour (2015)
- The Untouchable Tour (2016)